# H3N2亜型
H3N2亜型（えいちさんえぬにあがた、Influenza A virus subtype H3N2）は、A型インフルエンザウイルスの亜型の一つであり、H3N2、A(H3N2) とも表記される。
香港かぜを引き起こした亜型であり、A香港型あるいは香港型とも呼ばれる。主にヒト、およびブタに感染し、ヒトとブタの間でも相互に感染する。H3N2は、他の亜型との間で遺伝子再集合によって抗原シフトを起こすことがある。
毎年冬季に流行する季節性インフルエンザである。ワクチンは次のシーズンに流行しそうなH1N1、H3N2、H1N2、B型インフルエンザウイルスの変異株の予想に基づいて製造され、北半球と南半球では別々に開発される。熱帯においての流行では季節間で明確な差異が見られない。
過去10年間においては、H3N2はH1N1、H1N2、B型インフルエンザウイルスに比べてより大きな流行を起こしていた。H3N2には耐性株が出現しており、一般的な抗ウイルス薬であったアマンタジンとリマンタジンに対する耐性株は1994年には1%であったものが2003年には12%、2005年には91%に増加していることが判明したと報告された 。

## ブタインフルエンザ
ブタにおいてはA型インフルエンザウイルスの内、3つの亜型（H1N1、H3N2、H1N2）が世界中で豚インフルエンザを起こしている。米国では1998年までH1N1がブタの間で流行していたが、1998年後期からはH3N2が分離されている。
H3N2の多くは3重の遺伝子再集合を起こしており、ヒト(HA, NA, PB1)、ブタ(NS, NP, M)、トリ(PB2, PA)の3つの遺伝子領域を持っている。米国では、SIV（Swine Influenza Virus：ブタインフルエンザウイルス）のコントロールとブタへの感染予防のため、2価SIVワクチンの内の1つを使用している。近年分離された97株のH3N2の内、41株は3つのSIVワクチンに対して血清交差反応を起こした。インフルエンザワクチンは流行しているウイルスと一致しなければ効果がないため、H3N2が変異した場合は市販のブタに対するワクチンの効果がなくなる可能性がある。
H3N2トリインフルエンザウイルスは、もともと中国のブタの間で流行していたが、ベトナムのブタでも感染が確認され、新しい変異株が出現する可能性が高まった。ブタはヒトインフルエンザウイルスにも感染するが、それによってH5N1との間で遺伝子再集合を起こして変異する恐れがある。遺伝子再集合によって、ヒトに簡単に感染することが出来る株が出現する可能性がある。
H3N2はH2N2から抗原シフトによって誕生し、香港かぜを引き起こした。2006年1月のインフルエンザ感染者数では、H3N2の感染者数が最も多かった。一般的な抗ウイルス薬であるアマンタジンとリマンタジンの耐性株の割合が2005年までに91%に増加した。H5N1のようなトリインフルエンザウイルスと遺伝子再集合を起こして変異した場合は、大規模なパンデミックが起こることも考えられる。2004年8月、中国でブタからH5N1が発見された。

## 流行

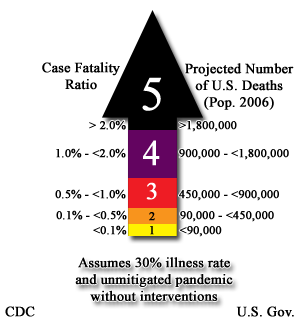
PSIカテゴリー

### 香港かぜ
香港かぜ（Hong kong flu）または香港インフルエンザはH3N2が引き起こした、CDCによるインフルエンザ・パンデミック重度指数（PSI）カテゴリー2に価するパンデミックである。H3N2とH2N2の抗原不連続変異が新型ウイルスとして一連の流布を引き起こした。香港かぜでは1968年から翌年にかけて少なくともおおよそ50万人が亡くなったと考えられる。また、アメリカでも500万人の罹患者が出ており、33000人が亡くなった。
この流行ではH3N2とH2N2の両方がトリインフルエンザと共通する遺伝子を含んでいたとされる。この新型は豚が人型と鳥型の両方に感染して、すぐに人間に感染するようになった。豚は彼らに分岐している亜型の再分類を証拠付けたため、豚はインフルエンザの中間的宿主であることを暗示した。しかしながら、他の宿主も同様の複数の感染をすることができ、鳥から人間への直接感染も可能である。H1N1は鳥から直接人間に感染するようになった可能性もある。
香港かぜは1957年のアジアかぜとの原因となったH2N2と同じノイラミニダーゼを持っていた。内部たんぱく質やノイラミニダーゼに蓄積された抗体は結果として他のパンデミックに比べ少ない感染者ですんだ。しかし、インフルエンザ亜型の間の交差免疫はよくわかっていない。19世紀にH3NX系の感染力に関する血清学的証拠の研究があるものの、H3N2の流布としてはじめて広く認知されるようになったはこの香港かぜが最初である。香港での発生の最初の記録は1968年7月13日であり、都市の1エーカー当たり500人程度の人口密度の場所で確認された。この後2週間で最大数の感染に至り、この後6週にわたって流行が続いた。ウイルスはクイーン・メリー病院に隔離された。感染者の徴候は4日から5日の間続いた。
シンガポールでも感染が報告されている。1968年9月までにはインド、フィリピン、北オーストラリア、ヨーロッパに伝染。同時期にアメリカ合衆国カリフォルニア州では、ベトナム帰還兵に感染が確認されている。1969年には日本、アフリカ、南アメリカに到達した。
香港から広まったインフルエンザであるために、日本では香港型、A/香港型と呼ばれることも多い。

### 福建かぜ
福建かぜは福建省で人に引き起こされたH3N2亜型インフルエンザか、鳥に引き起こされたH5N1亜型インフルエンザの流行を指している。台湾海峡の中国側の対岸である福建省にちなんで名づけられている。
H3N2亜型は2003年から2004年の流行期に人間に対して非常に猛威をふるった。これは2002年から2003年にかけての流行期に頒布したものにヘマグルチニンの遺伝子が供給されたクレードである。福建型は2004年からの流行期の際に3価のインフルエンザワクチンの一部を含むと、その子孫はH3N2の中で最も人間にとって一般的なインフルエンザウイルスとなっている。

### 新型H3N2(2011-)
- 2011年11月、CDCはアイオワ州の3人の子供が新型H3N2に感染したことを発表した。豚との接触がないヒト－ヒト感染例は初めてである[5]。
- 12月9日の発表ではインディアナ州(2),ペンシルバニア州(3), メイン州(2), アイオワ州(3)、ウェスト・バージニア州(1)の11人に増えた[6]。ウエスト・バージニア州の例は8月に発見された2009 H1N1のM領域の遺伝子を持っているために、警戒を呼んでいる。
- 2013年5月の論文によると、現在鳥や豚に流行中のH3N2は変異しており、現行のワクチンが有効ではなくパンデミックを起こすおそれがあるという[7]。

## インフルエンザ・ワクチン構成
○2017/2018冬シーズン
A/Singapore（シンガポール）/GP1908/2015(IVR-180)(H1N1)pdm09
A/Hong Kong（香港） /4801/2014(X-263)(H3N2)
B/Phuket（プーケット）/3073/2013（山形系統）
B/Texas（テキサス）/2/2013（ビクトリア系統）
○2016/2017冬シーズン
A/California（カリフォルニア）/7/2009(X-179A)(H1N1)pdm09
A/Hong Kong（香港） /4801/2014(X-263)(H3N2)
B/Phuket（プーケット）/3073/2013（山形系統）
B/Texas（テキサス）/2/2013（ビクトリア系統）
○2015/2016冬シーズン（この年より4価ワクチンが導入）
A/California（カリフォルニア）/7/2009(X-179A)(H1N1)pdm09
A/Switzerland（スイス）/9715293/2013(NIB-88)(H3N2)
B/ Phuket（プーケット）/3073/2013（山形系統）
B/Texas（テキサス）/2/2013（ビクトリア系統）
○2014/2015冬シーズン
A/California（カリフォルニア）/7/2009（X-179A）（H1N1）pdm09
A/New York（ニューヨーク）/39/2012（X-233A）（H3N2）
B/Massachusetts（マサチュセッツ）/2/2012（BX-51B）
○2013/2014冬シーズン
A/California（カリフォルニア）/7/2009（X-179A）（H1N1）pdm09
A/Texas（テキサス）/50/2012（X-223）（H3N2）
B/Massachusetts（マサチュセッツ）/02/2012（BX-51B）（山形系統）
○2012/2013冬シーズン
A/California（カリフォルニア）/7/2009(H1N1)pdm09
A/Victoria（ビクトリア）/361/2011(H3N2)
B/Wisconsin（ウイスコンシン）/01/2010（山形系統）
○2011/2012冬シーズン（昨シーズンと同様）
A/California（カリフォルニア）/7/2009(H1N1)pdm09
A/Victoria（ビクトリア）/210/2009(H3N2)
B/Brisbane（ブリスベン）/60/2008（ビクトリア系統）
○2010/2011冬シーズン
A/California（カリフォルニア）/7/2009（H1N1)pdm
A/Victoria（ビクトリア）/210/2009(H3N2)
B/Brisbane（ブリスベン）/60/2008 （ビクトリア系統）
○2009/2010冬シーズン
A/Brisbane（ブリスベン）/59/2007(H1N1)
A/Uruguay（ウルグアイ）/716/2007(H3N2)
B/Brisbane（ブリスベン）/60/2008
○2008/2009冬シーズン
A/Brisbane（ブリスベン）/59/2007(H1N1)
A/Uruguay（ウルグアイ）/716/2007(H3N2)
B/Florida（フロリダ）/4/2006
○2007/2008冬シーズン
A/Solomon Islands（ソロモン諸島）/3/2006(H1N1)
A/Hiroshima（広島）/52/2005(H3N2)
B/Malaysia（マレーシア）/2506/2004
○2006/2007冬シーズン
A/New Caledonia（ニューカレドニア）/20/99(H1N1)
A/Hiroshima（広島）/52/2005(H3N2)
B/Malaysia（マレーシア）/2506/2004
○2005/2006冬シーズン
A/New Caledonia（ニューカレドニア）/20/99(H1N1)
A/New York（ニューヨーク）/55/2004(H3N2)
B/Shanghai（上海）/361/2002
○2004/2005冬シーズン
A/New Caledonia（ニューカレドニア）/20/99(H1N1)
A/Wyoming（ワイオミング）/3/2003(H3N2)
B/Shanghai（上海）/361/2002
○2003/2004冬シーズン（昨シーズンと同様）
A/New Caledonia（ニューカレドニア）/20/99(H1N1)
A/Panama（パナマ）/2007/99(H3N2)
B/Shandong（山東）/7/97（Victoria系統株）
○2002/2003冬シーズン
A/New Caledonia（ニューカレドニア）/20/99(H1N1)
A/Panama（パナマ）/2007/99(H3N2)
B/Shandong（山東）/7/97（Victoria系統株）
○2001/2002冬シーズン
A/New Caledonia（ニューカレドニア）/20/99(H1N1)
A/Panama（パナマ）/2007/99(H3N2)
B/Johannesburg（ヨハネスブルグ）/5/99（山形系統株）